# Triphaenopsis pulcherrima
Triphaenopsis pulcherrima är en fjärilsart som beskrevs av Moore 1867. Triphaenopsis pulcherrima ingår i släktet Triphaenopsis och familjen nattflyn. Inga underarter finns listade i Catalogue of Life.